# 斗門港
斗門港是位於中國大陸廣東省珠海市的一個港口，有一個跨境渡輪客運碼頭及貨櫃碼頭。其中客運碼頭位於珠海市斗門區白蕉鎮斗門港路2號。

## 歷史
1991年，斗門港正式開通貨運運營。
1993年，斗門港客運碼頭正式開通運營，成為珠海市斗門區唯一的貨運、客運綜合港口口岸。其中，客運碼頭是國家批准的對外開放一類口岸，貨運碼頭是廣東省批准的對外開放二類口岸。
2017年12月29日：由於原有挂靠斗门港的出入境航班船舶“蓬莱湖”号使用年限到期，已不符合继续使用的规定，往返斗門港至香港中港城跨境海上客運航線停航。
2018年9月1日起，隨着“江门”号客轮投入使用，斗门港往返香港尖沙咀中國客運碼頭航线全线复航。
2020年1月28日，受COVID-19疫情影響，香港特別行政區政府發出公告自同年1月30日起關閉中國客運碼頭，往返香港中港城跨境海上客運航線停航。
2022年7月中旬，珠海市斗門區發佈《斗門區「大交通」建設三年行動方案（2022—2024）》，提及斗門在未來三年將捉緊「交通提升」戰略機遇，全面升級「海陸空」交通體系，建設珠江口西岸交通樞紐之城。《方案》整體圍繞市委提出的「產業第一、交通提升、城市跨越、民生為要」四大抓手，當中包括對斗門港進行升級擴容。
在2022年初斗門區五屆三次黨代會上，報告明確表示，推動斗門港升級擴容，加快推進客運碼頭口岸升級改造。並於2022年6月正式啟動「客運口岸升級改造工程」，將整合港口功能和商貿物流資源，建設便捷高效的現代化、國際化港口。
2022年3月15日，因應香港第五波疫情嚴峻，珠江船務「斗門港-香港」水運快線臨時開通，承運中央援港隔離項目鋼箱，主要用於香港竹篙灣、啟德等地的方艙醫院建設。
2022年10月25日，「粵港澳大灣區組合港」項目模式正式啟動，斗門港和蛇口港通過共享港口代碼形成一個「組合港」，海關依託區塊鏈、物聯網等技術對貨物運輸開展全程監管、實現監管互認，出口貨物全程只需「一次申報、一次查驗、一次放行」，在斗門港完成驗放後即可由駁船運至深圳蛇口港出境，無需再作「二次申報」。

## 客運安排

### 航班
- 香港 往 斗門：10:30
- 斗門 往 香港：15:10

### 票價
- 香港中港城→斗門港：成人195港元，小童115元。
- 斗門港→香港中港城：成人155港元，小童85元。

### 現役船隊
| 圖片 | 船名 （中文／英文） | 船種                          | 出廠年份  | 總載客量(人) | 航速(節) | 備註 |
|      | 江門 JIANG MEN      | 廣东宏深船舶 40米鋁合金雙體船 | 2018年8月 | 199          | 30.5     |      |